# Universal Studios Theme Parks Adventure
Universal Studios Theme Parks Adventure, también conocido en Japón como Universal Studios Japan Adventure (ユニバーサル・スタジオ・ジャパン・アドベンチャー Yunibāsaru sutajio japan adobenchā?, "La Aventura de Estudios Universal Japón"), es un videojuego de fiesta fue lanzada para Nintendo GameCube en 7 de diciembre de 2001 en Japón, en 18 de diciembre de 2001 en Estados Unidos, y el 3 de mayo de 2002 en Europa, fue desarrollada por Nai'a Digital Works y publicado por Kemco y Universal Interactive Studios, es considerado por muchos críticos de videojuegos y fanáticos de Nintendo como el peor videojuego de todo el catálogo de GameCube.
Situados del Parque Universal Studios Japan, el objetivo del juego es completar varios minijuegos vagamente basada en las atracciones de la vida real como: Back to the Future: The Ride, Jaws Ride, Jurassic Park River Adventure, E.T. Adventure, Backdraft, Wild, Wild, Wild West Stunt Show y Waterworld. También hay una Movie Quiz presentado por Winnie Carpintera, en el que el jugador debe responder a las preguntas de trivia sobre las películas de Universal Pictures. El personaje, El Pájaro Loco, es el host y guía del parque y también es quien nos dará las instrucciones de los minijuegos antes de empezar.
Al rededor del parque podrás encontrar a otros personajes como: El monstruo de Frankenstein, Chilly Willy, El monstruo de la laguna negra y E. T., si los encontramos, podemos darle la mano y con ellos nos otorgarán 2000 puntos.
- Datos: Q1955352